# Veronica amoena
Veronica amoena är en grobladsväxtart. Veronica amoena ingår i släktet veronikor, och familjen grobladsväxter.

## Underarter
Arten delas in i följande underarter:
- V. a. amoena
- V. a. transhyrcanica